# Eremochelis cochiseae
Espèce
Eremochelis cochiseae est une espèce de solifuges de la famille des Eremobatidae.

## Distribution
Cette espèce est endémique d'Arizona aux États-Unis,.

## Description
Les mâles mesurent de 13,0 à 13,5 mm et les femelles de 15,0 à 18,0 mm.

## Étymologie
Son nom d'espèce lui a été donné en référence au lieu de sa découverte, le comté de Cochise.

## Publication originale
- Muma, 1989 : New species and records of Solpugida (Arachnida) from the United States. Douglas Print Shop, p. 1-56 (texte intégral).